# Elk Lake
Elk Lake az Amerikai Egyesült Államok északnyugati részén, Oregon állam Deschutes megyéjében elhelyezkedő önkormányzat nélküli település.